# واسان اسپورت
واسان اسپورت (انگلیسی: Vaasan Sport) یا تیم هاکی واسان اسپورت (Hockey Team Vaasan Sport Oy) یک تیم هاکی روی یخ فنلاندی است که در لیگا بازی می‌کند و در ورزشگاه ۵۲۰۰ نفری واسا در واسا مستقر است. این تیم در سال ۱۹۳۹ با نام IF Sport (Idrottsföreningen Sport) تأسیس شد.